# 佩察莫-希爾克內斯攻勢
佩察莫-希爾克內斯攻勢是一場在第二次世界大戰中，在1944年由蘇聯紅軍對駐防於芬蘭北部及挪威的德意志國防軍所發動的一場進攻戰役。蘇軍這次進攻將位於北極地區的德軍擊敗，使其撤回挪威。這場戰役也是「史達林10次突擊」的第10次。這場戰役除了將德軍趕出挪威北部，也讓德軍從富含鎳礦的佩察莫省撤出。

## 戰前狀況
在1941年夏天德意志國防軍對摩爾曼斯克的進攻宣告失敗後，在北極地區的戰線就趨於穩定。由於當地位處偏遠且當地可利用的道路有限，因此對蘇德雙方而言，要展開大規模的進攻並不容易。當地的德軍企圖保護位於芬蘭北部，佩察莫的鎳礦 ，這對於德國裝甲部隊是很重要的原料，而且德軍佔領當地也有助於阻止同盟國可能的登陸行動。
1944年9月4日蘇聯和芬蘭之間宣布停戰，佩察莫（當時仍然被德軍佔領）成為蘇聯的一部份，而芬蘭政府也同意在9月15日以前，將駐防於芬蘭的德軍趕出芬蘭，之後德意志國防軍最高統帥部對駐芬蘭德軍下令，從芬蘭及挪威北部撤出。這時蘇軍也剛結束對芬蘭的進攻。

## 雙方的準備
在1944年，蘇聯政府決定將對北極地區的德軍發動進攻。這次進攻將由基里尔·阿法纳西耶维奇·梅列茨科夫所率領的卡累利阿方面軍以及戈羅夫柯領導的北方艦隊執行。梅列茨科夫準備了由數種兵所組成的部隊，以適應北方的環境。蘇聯第126、127軍就包含了一些滑雪部隊及來自海軍的步兵。蘇軍也包含了30個摩托化的營,而大量的馬、馴鹿則作為運輸用途, 另外還有兩個營裝備了由美國提供的水陸兩棲車輛。 除此之外，蘇軍也裝備了數千門迫擊砲及火炮、750架飛機以及110輛坦克（當時的德軍則缺乏坦克），這讓蘇軍在整體戰力上勝過德軍。
蘇軍準備了長達兩個月的時間，然而這被德軍發覺。當地德軍的最高指揮官，洛塔爾·倫杜利克上將,在蘇軍進攻開始前，已察覺到蘇軍即將發起進攻。10月15日，德軍被下令放棄佩察莫，而希爾克內斯在10月25日被放棄。

## 進攻
這次進攻被分成3個階段：突破德軍防線，向希爾克內斯進攻以及發起希爾克內斯戰役，同時海軍及陸軍單位則進行數個兩棲登陸以支援進攻。一開始德軍撤退的命令被希特勒擋了下來，然而倫杜利克在疏散完當地的物資後，便放棄該地。
10月7日蘇軍按預定計畫發起了進攻，然而低落的能見度讓裝甲部隊以及火炮的支援變得困難，從而降低了進攻的速度，而且當蘇軍突破德軍的防線，渡過季扎夫卡河後。橋梁就在蘇軍的背後爆炸了，這時德軍正在撤退，但蘇軍仍然繼續進攻並發動數場兩棲登陸以阻止德軍的撤退。10月10日德軍調動第163師，以強化佩察莫的防線。
10月13日蘇軍抵達佩察莫外圍，而且蘇軍已經在唯一一條可供撤退的道路上布置了路障，然而德國第2山地師仍然在10月14日清除路障，並守住撤退的路線。10月15日蘇軍攻下佩察莫，然而物資供應不及，因此蘇軍必須暫停攻勢3天。
在蘇軍接下來的進攻中，蘇軍仍嘗試追上正在撤退的德軍並企圖殲滅他們，不過由於物資持續的缺乏，且德軍對可利用物資以及道路的破壞，因此蘇軍對德軍的追擊沒有成功。10月25日德軍放棄希爾克內斯，10月29日梅列茨科夫停止除了偵查行動以外其他的行動。

## 結局
這場進攻由蘇軍的勝利告終，不過德意志國防軍第20山地軍仍然成功從當地撤出，並維持了完整的戰力。儘管德軍這時已經開始與芬軍交戰。蘇軍之所以無法徹底殲滅撤退的德軍，是因為德軍在撤退的過程中，有效率的破壞了當地可供蘇軍利用的物資以及道路。而那些僅存的道路也被德軍布置了地雷，這讓蘇軍的重型武器無法順利地運至前線。
梅列茨科夫因為這次勝利而被晉升為蘇聯元帥，並且被給予在蘇日戰爭的指揮權，這場戰爭將在1945年8月進行，以打擊由大日本帝國所佔領的滿州國。佩察莫-希爾克內斯攻勢也是整個第二次世界大戰中，最後一場在北極的大型進攻。

## 延伸閱讀
- James F. Gebhardt - The Petsamo-Kirkenes Operation
- Meretskov, K.A. ‘Im Dienste des Volkes’ (memoirs of the commander of Karelian Front)
- Khudalov ‘Am Rande des Kontinents’ (memoirs of the commander of 10th Guards Rifle Division)